# Tsentralnyi rynok (métro de Kharkiv)
Tsentralnyi rynok (en ukrainien : Центральний ринок) est une station de la ligne Kholodnohirsko-Zavodska (L1) du métro de Kharkiv. Elle est située dans l'ouest de la ville de Kharkiv en Ukraine.
Mise en service en 1975, elle est desservie par les rames de la ligne 1. Le service est arrêté ou perturbé depuis l'invasion de l'Ukraine par la Russie en 2022.

## Situation sur le réseau

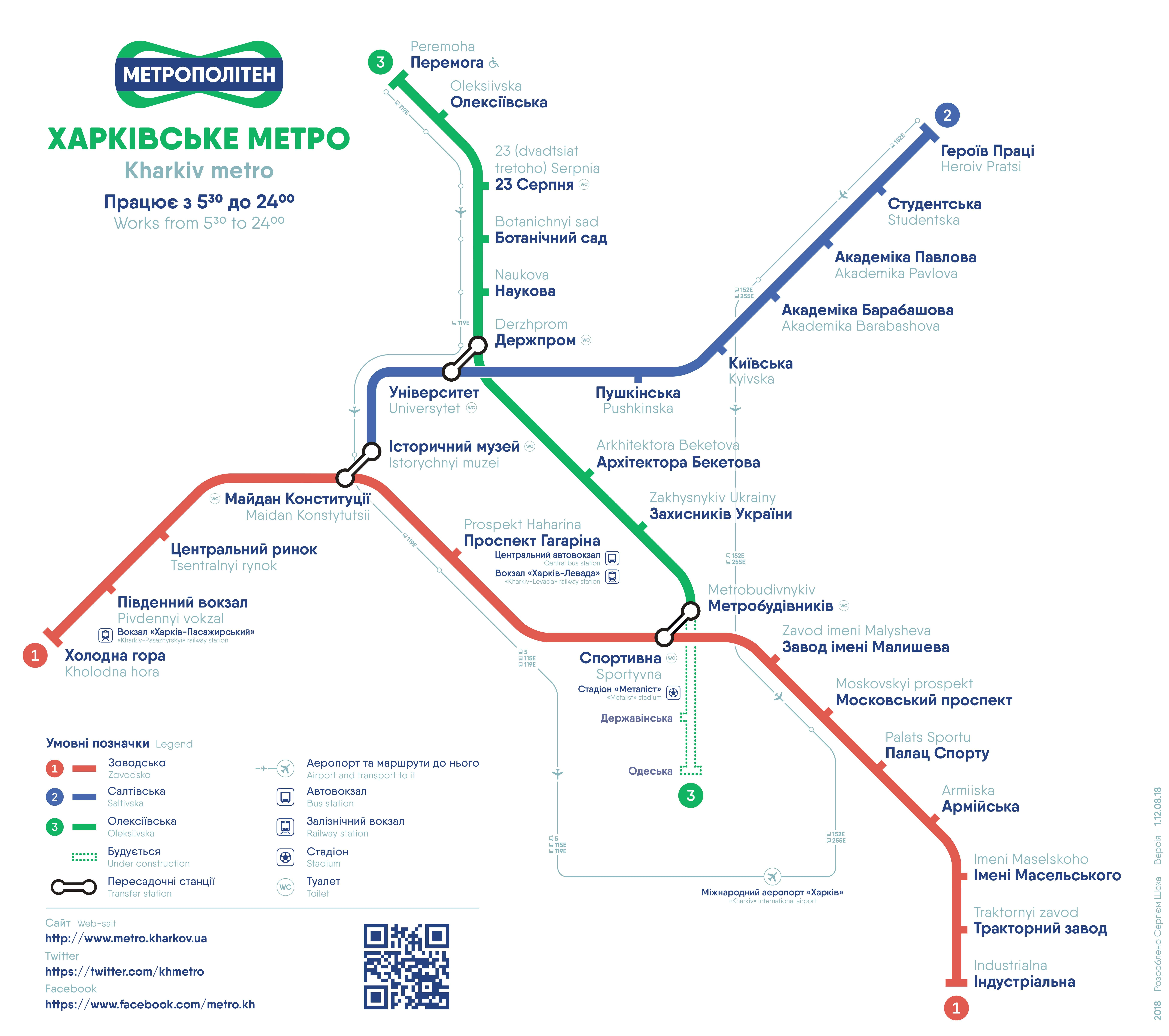
Plan du métro.

Établie en souterrain, la station Tsentralnyi rynok, est une station de passage de la ligne Kholodnohirsko-Zavodska (L1) du métro de Kharkiv. Elle est située entre la station Pivdennyi vokzal, en direction du terminus ouest Kholodna hora, et la station Maidan Konstytutsii, en direction du terminus est Industrialna.
Elle dispose d'un quai central encadré par les deux voies de la ligne.